# Triodontopyga lenkoi
Triodontopyga lenkoi är en tvåvingeart som beskrevs av Guimaraes 1983. Triodontopyga lenkoi ingår i släktet Triodontopyga och familjen parasitflugor. Inga underarter finns listade i Catalogue of Life.